# Bolesław Barbacki
Bolesław Barbacki  (sinh ngày 10 tháng 10 năm 1891 tại Nowy Sącz – mất ngày 21 tháng 8 năm 1941 tại Biegonice) là một họa sĩ và nhà hoạt động xã hội người Ba Lan. Công việc và hoạt động yêu nước của nghệ sĩ gắn liền với thành phố Nowy Sącz. Năm 1941, Barbacki bị Đức Quốc Xã xử bắn ở Biegonice (gần thành phố Nowy Sącz).

## Tiểu sử
Ngay từ khi còn nhỏ, Barbacki đã đam mê hội họa. Vào năm 15 tuổi, ông đã bắt đầu sáng tác những bức tranh sơn dầu trên vải với chủ đề là các cuộc nổi dậy của dân tộc, như "Người La Mã cuối cùng", hay "Sự trở lại của quân đoàn".
Trong những năm 1910–1914, Barbacki theo học tại Học viện Mỹ thuật ở Kraków, trong lớp của giáo sư Teodor Axentowicz. Đồng thời, Barbacki cũng theo học khoa Triết học và sau đó là khoa Luật tại Đại học Jagiellonia. Ông tốt nghiệp Đại học Jagiellonia vào năm 1916.
Sau khi Thế chiến thứ hai bắt đầu với sự xâm lược của quân Đức vào thành phố Nowy Sącz, Barbacki đã ở lại thành phố và bảo vệ thư viện ở Sokole và các thiết bị rạp hát của Hiệp hội Sân khấu. Vào ngày 20 tháng 1 năm 1941, ông bị bắt lần đầu tiên bởi Gestapo. Ông được thả ra sau một tháng bị thẩm vấn dã man. Bất chấp sự thuyết phục của nhiều người, Barbacki vẫn không quyết định lẩn trốn hay rời khỏi thành phố. Ngày 2 tháng 7 năm 1941, ông lại bị bắt. Trong tù, nghệ sĩ đã hoàn thành các tác phẩm cuối đời mình. Ông vẽ khoảng 30 bức tranh chân dung bằng bút chì cho những người bạn đồng hành bị giam cầm. Vào ngày 21 tháng 8 năm 1941, Bolesław Barbacki cùng một nhóm 45 tù nhân Ba Lan bị Đức Quốc Xã xử bắn tại Biegonice (gần Nowy Sącz).
Các bức tranh của Barbacki luôn khắc họa rất sống động với những hình khối rõ ràng. Ông cũng sử dụng các họa tiết phong cảnh, rừng cây, con đường và dòng suối trong các bức tranh của mình. Chủ đề sáng tác đa dạng, từ các cảnh trong cuộc sống hàng ngày tại trang viên, tĩnh vật, chân dung cho đến tranh khỏa thân. Barbacki là một nghệ sĩ rất chăm chỉ. Ông sáng tác  khoảng 800 tác phẩm hội họa. Nghệ sĩ được trao tặng Chữ thập vàng bằng khen, và Huân chương Độc lập (17 tháng 9 năm 1932).

## Tranh tiêu biểu

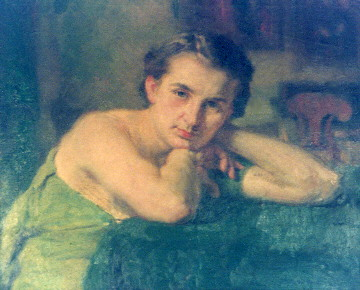
Stefania Kulkowa
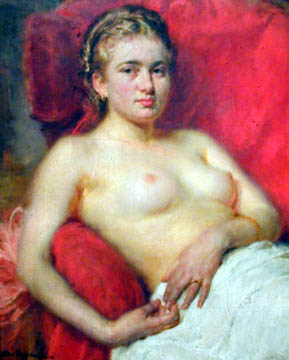
Her Majesty Youth
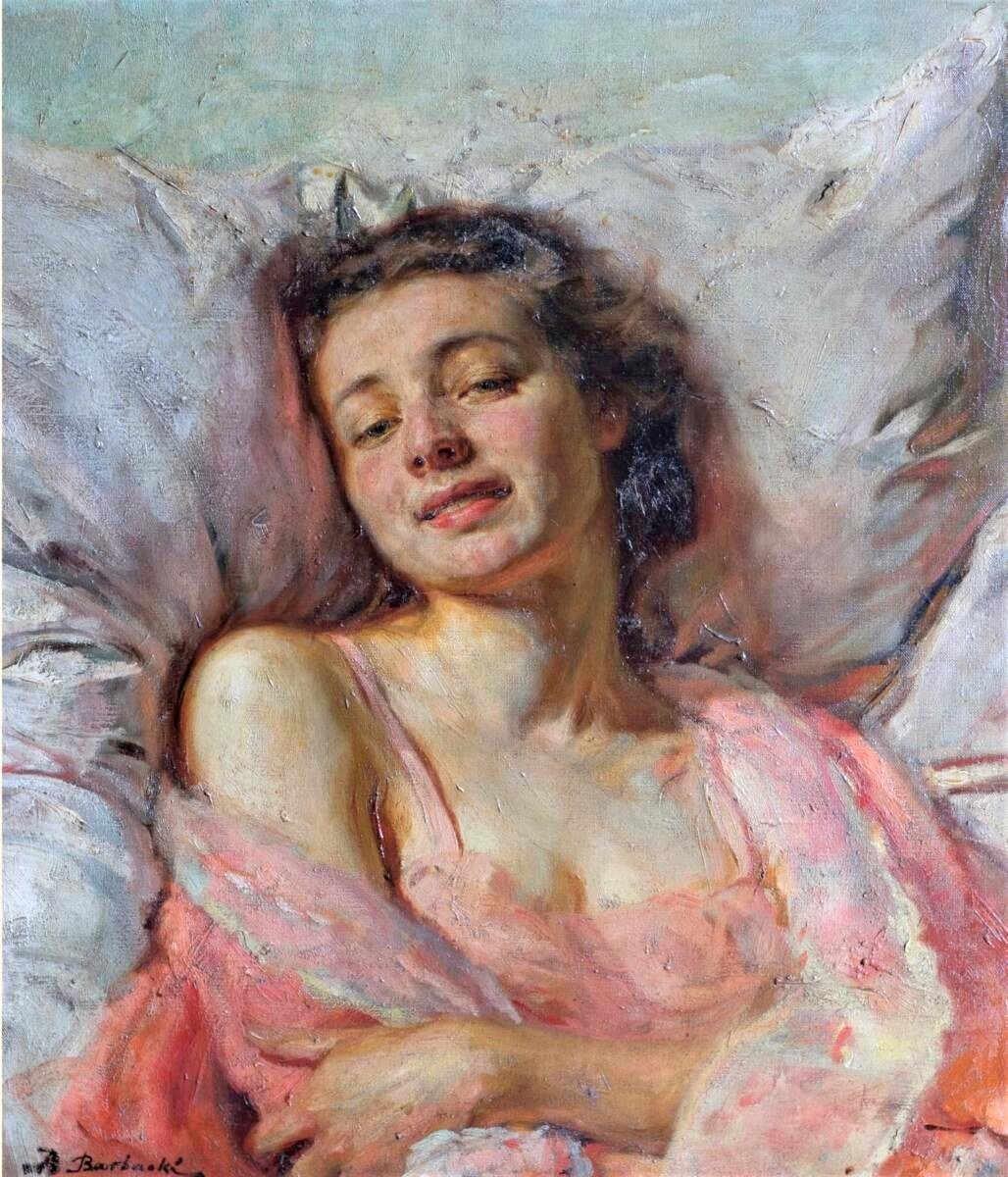
Hela II na tle poduszki 1940
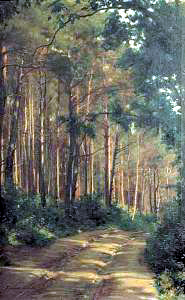
Leśna droga